# Финале ИФАФ Лиге шампиона 2015.
Финале ИФАФ Лиге шампиона 2015. је финални меч одигран у Београду на стадиону ФК Вождовац у оквиру завршног турнира ИФАФ Лиге шампиона за 2015. годину. Састале су се екипе домаћина Вукова Београд из Србије и Крусејдерса Карлстад из Шведске. Гости су победили резултатом 84 : 49 и освојили прву европску ИФАФ титулу. Финалној утакмици која је одиграна 26. јула 2015. године, присуствовало је око 2.500 гледалаца. За најкориснијег играча финала изабран је квотербек Крсташа Андерс Хермондсон.
Крсташима је ово било прво финале Лиге шампиона, док су београдски Вукови играли у прошлогодишњем финалу против Рустерса из Хелсинкија и том приликом изгубили од финског тима.

## Пут до финала
Екипа Крусејдерса из Карлстада пласирала се у Лигу шампиона као првак своје земље за 2014. годину. Распоређена је у Групу Север према географској припадности где су се још налазили тимови Тауерси Копенхаген и Рустерси Хелсинки, прошлогодишњи победници Крсташи су забележели победе против оба тима и пласирали се на завршни турнир.
| Противник          | Резултат | Држава |
| ------------------ | -------- | ------ |
| Тауерси Копенхаген | 39 : 4   | Данска |
| Рустерси Хелсинки  | 42 : 7   | Финска |

На завршном турниру у полуфиналној утакмици Крусејдерси Карлстад састали су се са победником Групе Централ — Блек пантерсима Тонон из Француске. Утакмица је одиграна 24. јула 2015. године у Београду. Завршена је победом Крсташа резултатом 41:6, који су се тиме пласирали у финале.
Тим Вукова из Београда своје место у Лиги шампиона изборио је као првак своје земље за 2014. годину. Распоређени су према географској припадности у Групу Исток, заједно са екипама Силверхокси Љубљана из Словеније и Султанси Истанбул из Турске Вукови су забележили две победе и пласирали се на завршно такмичење.
| Противник           | Резултат | Држава    |
| ------------------- | -------- | --------- |
| Силверхокси Љубљана | 26 : 24  | Словенија |
| Султанси Истанбул   | 34 : 19  | Турска    |

На завршном турниру у полуфиналној утакмици Вукови из Београда састали су се са победником Групе Запад - Блицевима из Лондона. Утакмица је одиграна 24. јула 2015. године у Београду. Завршена је победом Вукова резултатом 35:28, који су се тиме пласирали у финале

## Састави тимова
Тренер Вукова, Брајан Мејпер и Крусејдерса, Малик Џексон, одлучили су се за следеће саставе током финалног турнира у Београду.

## Ток утакмице
Утакмица је почела у 16.30 часова по локалном времену на стадиону ФК Вождовац. Пре старта приређен је падобрански скок изнад стадиона при чему је падобранац носио заставу Србије. Химну Републике Србије извела је глумица Слобода Мићаловић, а почетни ударац градоначелник Београда Синиша Мали. У полувремену приређен је „халфтајм-шоу“ у извођењу реп групе Прти Бее Гее.

### Прва четвртина
Прву четвртину утакмице добили су Крусејдерси резултатом 21 : 14. Крсташи су повели 7 : 0 полагањем Џека Мороа након паса квотербека Хермондсона и успешног поентирања Никласа Јохансона. Изједначио је играч Вукова Етони Вошинтон после паса квотербека Гејтса Мајлса, уз претварање Стефана Тешића за један додатни поен.
Крусејдерси су након тога постигли још два тачдауна и повели са 21 : 7. Прво је је понетирао Кеп, уз додатни шут Јохансона, а затим и Моро после враћеног панта Вукова. Додатни шут искористио је поново Јохансон. До краја четвртине Вукови су успели да смање резултат захваљујући тачдауну Ентонија Вошингтона и поентирању Тешића.

### Друга четвртина
Друга четвртина почела је тачдауном Андерса Хармондсона након трчања. Јохансон је искористио ПАТ за један поен. Убрзо је предност крусејдерса повећана на 35 : 14 после полагања Брета Кепа и шута Јохансона. Уследила су два узастопна тачдауна Вукова. Прво је поентирао трчањем Гејтс Мајлс, а затим је и Ентони Вошингтон смањио на 35 : 28. Оба додатна поена искористио је Стефан Тешић.
Остатак четвртине припао је Крсташима који су постигли три узастопна тачдауна — прво Хермондсон, затим Кеп и на крају у последњеим секундама Дахре. Јохансон је искористио прва два ПАТ-а, а трећи је промашио. На полувреме се отишло резултатом 55 : 28 за Крусејдерсе.

### Трећа четвртина
Трећа четвртина почела је полагањем Вукова (Јосовић) и успешним ПАТ-ом (Тешић). Крусејдерси су веома брзо узвратили преко Хермондсона који је истрчао 82 јарде за полагање. Исти играч је у 10 минуту остварио још један тачдаун, а након тога је Кеп успешно извео претварање за два поена.
Вукови преко Гејста Мајлса смањују на 70 : 42, три минута пре краја четвртине, а Стефан Тешић успешно реализује ПАТ. Пред крај овог дела утакмице Дахре је повећао предност Крусејдерса још једним тачдауном.

### Четврта четвртина
Четврта четвртина није донела велике промене. Опет су Вукови први поентирали преко Гејтса Мајлса, а Тешић је успешно извео ПАТ. Последњи тачдаун остварио је Монклер, играч Крусејдерса, а Дахре је ПАТ-ом поставио коначан резултат. Утакмица је завршена резултатом 84 : 49 за Крусејдерсе.

## Статистике
Следеће табеле приказују укупне статистике утакмице према посматраним категоријама и према тимовима појединачно.
| Категорија                 | Вукови Београд | Крусејдерси Карлстад |
| -------------------------- | -------------- | -------------------- |
| Први даун                  | 20             | 24                   |
| Трчањем                    | 15             | 14                   |
| Додавањем                  | 5              | 9                    |
| Пеналима                   | 0              | 1                    |
| Претрчаних јарди           | 326            | 419                  |
| Покушаји                   | 36             | 34                   |
| Просечно                   | 9,1            | 12,3                 |
| Тачдаун трчањем            | 5              | 7                    |
| Освојени јарди трчањем     | 341            | 420                  |
| Изгубљени јарди трчањем    | 15             | 1                    |
| Бачених јарди              | 120            | 212                  |
| Успешно-Покушаја-Пресечено | 8-18-2         | 13-22-0              |
| Просечно                   | 6,7            | 9,6                  |
| Тачдаун додавањем          | 2              | 4                    |
| Укупно офанзивних јарди    | 446            | 631                  |
| Укупно напада              | 54             | 56                   |
| Просек по нападу           | 8.3            | 11.3                 |
| Прекршаји (Број-Јарди)     | 5-59           | 2-10                 |
| Пантови-Јарди              | 2-64           | 1-36                 |
| Просек јарди по панту      | 32             | 36                   |
| Посед лопте (мин)          | 28.35          | 19.25                |
| Претварања                 | 6/8            | 9/12                 |
| Трећи даун                 | 6/8            | 7/10                 |
| Четврти даун               | 0/0            | 2/2                  |
| ПАТ                        | 7/7            | 10/11                |

| Категорија                 | Вукови Београд | Крусејдерси Карлстад |
| -------------------------- | -------------- | -------------------- |
| Први даун                  | 20             | 24                   |
| Трчањем                    | 15             | 14                   |
| Додавањем                  | 5              | 9                    |
| Пеналима                   | 0              | 1                    |
| Претрчаних јарди           | 326            | 419                  |
| Покушаји                   | 36             | 34                   |
| Просечно                   | 9,1            | 12,3                 |
| Тачдаун трчањем            | 5              | 7                    |
| Освојени јарди трчањем     | 341            | 420                  |
| Изгубљени јарди трчањем    | 15             | 1                    |
| Бачених јарди              | 120            | 212                  |
| Успешно-Покушаја-Пресечено | 8-18-2         | 13-22-0              |
| Просечно                   | 6,7            | 9,6                  |
| Тачдаун додавањем          | 2              | 4                    |
| Укупно офанзивних јарди    | 446            | 631                  |
| Укупно напада              | 54             | 56                   |
| Просек по нападу           | 8.3            | 11.3                 |
| Прекршаји (Број-Јарди)     | 5-59           | 2-10                 |
| Пантови-Јарди              | 2-64           | 1-36                 |
| Просек јарди по панту      | 32             | 36                   |
| Посед лопте (мин)          | 28.35          | 19.25                |
| Претварања                 | 6/8            | 9/12                 |
| Трећи даун                 | 6/8            | 7/10                 |
| Четврти даун               | 0/0            | 2/2                  |
| ПАТ                        | 7/7            | 10/11                |

| Играч        | Укупно | Освојено јарди | Изгубљено јарди | Просек |
| ------------ | ------ | -------------- | --------------- | ------ |
| Мајлс Г.     | 17     | 140            | 7               | 7,8    |
| Јосовић М.   | 10     | 118            | 5               | 11,3   |
| Вошингтон Е. | 2      | 58             | 0               | 29,0   |

| Играч        | Укупно | Освојено јарди | Изгубљено јарди | Просек |
| ------------ | ------ | -------------- | --------------- | ------ |
| Мајлс Г.     | 17     | 140            | 7               | 7,8    |
| Јосовић М.   | 10     | 118            | 5               | 11,3   |
| Вошингтон Е. | 2      | 58             | 0               | 29,0   |

| Играч      | Покушаји | Успешно | Пресечено | Јарди |
| ---------- | -------- | ------- | --------- | ----- |
| Мајлс Г.   | 8        | 17      | 1         | 120   |
| Јосовић М. | 0        | 1       | 1         | 0     |

| Играч      | Покушаји | Успешно | Пресечено | Јарди |
| ---------- | -------- | ------- | --------- | ----- |
| Мајлс Г.   | 8        | 17      | 1         | 120   |
| Јосовић М. | 0        | 1       | 1         | 0     |

| Играч        | Укупно | Јарди | Тачдаун |
| ------------ | ------ | ----- | ------- |
| Лугоња М.    | 4      | 48    | 0       |
| Вошингтон Е. | 2      | 31    | 2       |
| Лугоња В.    | 1      | 24    | 0       |

| Играч        | Укупно | Јарди | Тачдаун |
| ------------ | ------ | ----- | ------- |
| Лугоња М.    | 4      | 48    | 0       |
| Вошингтон Е. | 2      | 31    | 2       |
| Лугоња В.    | 1      | 24    | 0       |

| Играч        | Пант (Ук/Јрд) | Кикоф (Ук/Јрд) | Пресецање (Ук/Јрд) |
| ------------ | ------------- | -------------- | ------------------ |
| Вошингтон Е. | 1/18          | 4/164          | 0/0                |
| Лугоња В.    | 0/0           | 3/67           | 0/0                |
| Јосовић М.   | 0/0           | 1/35           | 0/0                |

| Играч        | Пант (Ук/Јрд) | Кикоф (Ук/Јрд) | Пресецање (Ук/Јрд) |
| ------------ | ------------- | -------------- | ------------------ |
| Вошингтон Е. | 1/18          | 4/164          | 0/0                |
| Лугоња В.    | 0/0           | 3/67           | 0/0                |
| Јосовић М.   | 0/0           | 1/35           | 0/0                |

| Играч         | Укупно | Освојено јарди | Изгубљено јарди | Просек |
| ------------- | ------ | -------------- | --------------- | ------ |
| Хермондсон А. | 13     | 224            | 0               | 17,2   |
| Кеп Б.        | 12     | 130            | 0               | 10,8   |
| Монклер К.    | 8      | 60             | 1               | 7,4    |

| Играч         | Укупно | Освојено јарди | Изгубљено јарди | Просек |
| ------------- | ------ | -------------- | --------------- | ------ |
| Хермондсон А. | 13     | 224            | 0               | 17,2   |
| Кеп Б.        | 12     | 130            | 0               | 10,8   |
| Монклер К.    | 8      | 60             | 1               | 7,4    |

| Играч         | Покушаји | Успешно | Пресечено | Јарди |
| ------------- | -------- | ------- | --------- | ----- |
| Хермондсон А. | 13       | 22      | 0         | 212   |

| Играч         | Покушаји | Успешно | Пресечено | Јарди |
| ------------- | -------- | ------- | --------- | ----- |
| Хермондсон А. | 13       | 22      | 0         | 212   |

| Играч     | Укупно | Јарди | Тачдаун |
| --------- | ------ | ----- | ------- |
| Дахре Ј.  | 5      | 66    | 2       |
| Рутлеџ Х. | 3      | 52    | 0       |
| Кеп Б.    | 2      | 62    | 1       |

| Играч     | Укупно | Јарди | Тачдаун |
| --------- | ------ | ----- | ------- |
| Дахре Ј.  | 5      | 66    | 2       |
| Рутлеџ Х. | 3      | 52    | 0       |
| Кеп Б.    | 2      | 62    | 1       |

| Играч      | Пант (Ук/Јрд) | Кикоф (Ук/Јрд) | Пресецање (Ук/Јрд) |
| ---------- | ------------- | -------------- | ------------------ |
| Моро Ј.    | 1/50          | 1/15           | 0/0                |
| Бахиреј Р. | 0/0           | 0/0            | 2/19               |
| Нгузо Џ.   | 0/0           | 5/120          | 0/0                |

| Играч      | Пант (Ук/Јрд) | Кикоф (Ук/Јрд) | Пресецање (Ук/Јрд) |
| ---------- | ------------- | -------------- | ------------------ |
| Моро Ј.    | 1/50          | 1/15           | 0/0                |
| Бахиреј Р. | 0/0           | 0/0            | 2/19               |
| Нгузо Џ.   | 0/0           | 5/120          | 0/0                |

## Галерија
- Источна трибина
- Напад Крусејдерса
- Јужна трибина
- Тачдаун Крусејдерса
- Вукови у нападу